# Supercoppa brasiliana (pallavolo maschile)
La Supercoppa brasiliana è trofeo nazionale brasiliano di pallavolo maschile, organizzato dalla Federazione pallavolistica del Brasile. Si affrontano i club che hanno vinto il campionato brasiliano e la Coppa del Brasile.

## Albo d'oro
| Edizione      | Edizione          | Podio           | Podio     | Podio     |
| Anno          | Sede della finale | Campione        | Risultato | Finalista |
| ------------- | ----------------- | --------------- | --------- | --------- |
| 2015 Dettagli | Itapetininga      | Sada            | 3 - 0     | Funvic    |
| 2016 Dettagli | Fortaleza         | Sada            | 3 - 1     | BVC       |
| 2017 Dettagli | Fortaleza         | Sada            | 3 - 1     | Funvic    |
| 2018 Dettagli | Belo Horizonte    | Sesi            | 3 - 0     | Sada      |
| 2019 Dettagli | Uberlândia        | Funvic          | 3 - 1     | Sada      |
| 2020 Dettagli | Campo Grande      | Funvic          | 3 - 2     | Sada      |
| 2021 Dettagli | Várzea Grande     | Sada            | 3 - 0     | Funvic    |
| 2022 Dettagli | Recife            | Sada            | 3 - 0     | Minas     |
| 2023 Dettagli | Belo Horizonte    | Amigos do Vôlei | 3 - 2     | Sada      |
| 2024 Dettagli | São Luís          | Sada            | 3 - 1     | Sesi      |

## Palmarès
| Squadra         | Titolo | Edizione                           |
| --------------- | ------ | ---------------------------------- |
| Sada            | 6      | 2015, 2016, 2017, 2021, 2022, 2024 |
| Funvic          | 2      | 2019, 2020                         |
| Sesi            | 1      | 2018                               |
| Amigos do Vôlei | 1      | 2023                               |